# Метод Галлея
Метод Галлея — алгоритм знаходження кореня рівнянь з однією змінною з неперервною другою похідною. Він названий на честь свого винахідника Едмонда Галлея.
Алгоритм є другим у класі методів Гаусголдера після методу Ньютона. Як і останній, він дає послідовність наближень до кореня, але має вищу швидкість збіжності - кубічну. Існують багатовимірні версії цього методу.
Метод Галлея точно знаходить корені апроксимації Паде до функції, на відміну від методу Ньютона або методу хорд, які наближають функцію лінійно, або методу Мюллера, який наближає функцію квадратично.

## Метод
Метод Галлея — чисельний алгоритм розв’язування нелінійного рівняння f (x) = 0. У цьому випадку функція f має бути функцією однієї дійсної змінної. Метод складається з послідовності ітерацій:
{\displaystyle x_{n+1}=x_{n}-{\frac {f(x_{n})}{f'(x_{n})-{\frac {f(x_{n})}{f'(x_{n})}}{\frac {f''(x_{n})}{2}}}}=x_{n}-{\frac {f(x_{n})}{f'(x_{n})}}\left[1-{\frac {f(x_{n})}{f'(x_{n})}}\cdot {\frac {f''(x_{n})}{2f'(x_{n})}}\right]^{-1}.}
починаючи з початкового припущення x0.
Якщо f є тричі неперервно диференційованою функцією, а a є нулем функції f, але не її похідної, то в околиці a ітерації xn задовольняють нерівності:
{\displaystyle |x_{n+1}-a|\leq K\cdot {|x_{n}-a|}^{3},{\text{ for some }}K>0.}
Це означає, що ітерації збігаються до нуля, якщо початкове припущення достатньо близьке, і що збіжність є кубічною.
Наступне альтернативне формулювання показує подібність між методом Галлея та методом Ньютона. Вираз {\displaystyle f(x_{n})/f'(x_{n})} обчислюється лише один раз, і це особливо корисно, коли {\displaystyle f''(x_{n})/f'(x_{n})} можна спростити:
{\displaystyle x_{n+1}=x_{n}-{\frac {2f(x_{n})f'(x_{n})}{2{[f'(x_{n})]}^{2}-f(x_{n})f''(x_{n})}}}
Коли друга похідна близька до нуля, ітерація методу Галлея майже така ж, як ітерація методу Ньютона.

## Виведення
Розглянемо функцію
{\displaystyle g(x)={\frac {f(x)}{\sqrt {|f'(x)|}}}.}
Будь-який корінь f, який не є коренем його похідної, є коренем g, а будь-який корінь r від g повинен бути коренем f за умови, що похідна f в точці r не є нескінченною. Застосування методу Ньютона до g дає
{\displaystyle x_{n+1}=x_{n}-{\frac {g(x_{n})}{g'(x_{n})}}},
де
{\displaystyle g'(x)={\frac {2[f'(x)]^{2}-f(x)f''(x)}{2f'(x){\sqrt {|f'(x)|}}}},}
що й дає потрібний результат. Зауважте, що якщо f′ (c) = 0, то не можна застосувати це до c, оскільки g (c) буде невизначеним.

## Кубічна збіжність
Припустимо, що a є коренем f, але не його похідної. Також припустимо, що третя похідна f існує і є неперервною в околиці a, а xn знаходиться в цій околиці. Тоді з теореми Тейлора випливає:
{\displaystyle 0=f(a)=f(x_{n})+f'(x_{n})(a-x_{n})+{\frac {f''(x_{n})}{2}}(a-x_{n})^{2}+{\frac {f'''(\xi )}{6}}(a-x_{n})^{3}}
а також
{\displaystyle 0=f(a)=f(x_{n})+f'(x_{n})(a-x_{n})+{\frac {f''(\eta )}{2}}(a-x_{n})^{2},}
де ξ і η — числа, що лежать між a і xn. Помножимо перше рівняння на {\displaystyle 2f'(x_{n})} і віднімемо від нього друге рівняння {\displaystyle f''(x_{n})(a-x_{n})}. Отримаємо
{\displaystyle {\begin{aligned}0&=2f(x_{n})f'(x_{n})+2[f'(x_{n})]^{2}(a-x_{n})+f'(x_{n})f''(x_{n})(a-x_{n})^{2}+{\frac {f'(x_{n})f'''(\xi )}{3}}(a-x_{n})^{3}\\&\qquad -f(x_{n})f''(x_{n})(a-x_{n})-f'(x_{n})f''(x_{n})(a-x_{n})^{2}-{\frac {f''(x_{n})f''(\eta )}{2}}(a-x_{n})^{3}.\end{aligned}}}
Скорочуючи {\displaystyle f'(x_{n})f''(x_{n})(a-x_{n})^{2}} і перегруповуючи члени, отримуємо:
{\displaystyle 0=2f(x_{n})f'(x_{n})+\left(2[f'(x_{n})]^{2}-f(x_{n})f''(x_{n})\right)(a-x_{n})+\left({\frac {f'(x_{n})f'''(\xi )}{3}}-{\frac {f''(x_{n})f''(\eta )}{2}}\right)(a-x_{n})^{3}.}
Переносимо другий доданок ліворуч і ділимо на
{\displaystyle 2[f'(x_{n})]^{2}-f(x_{n})f''(x_{n})}.
Отримуємо
{\displaystyle a-x_{n}={\frac {-2f(x_{n})f'(x_{n})}{2[f'(x_{n})]^{2}-f(x_{n})f''(x_{n})}}-{\frac {2f'(x_{n})f'''(\xi )-3f''(x_{n})f''(\eta )}{6(2[f'(x_{n})]^{2}-f(x_{n})f''(x_{n}))}}(a-x_{n})^{3}.}
Таким чином,
{\displaystyle a-x_{n+1}=-{\frac {2f'(x_{n})f'''(\xi )-3f''(x_{n})f''(\eta )}{12[f'(x_{n})]^{2}-6f(x_{n})f''(x_{n})}}(a-x_{n})^{3}.}
Границя коефіцієнта в правій частині при xn → a дорівнює
{\displaystyle -{\frac {2f'(a)f'''(a)-3f''(a)f''(a)}{12[f'(a)]^{2}}}.}
Якщо ми беремо K трохи більшим за абсолютне значення цієї величини, ми можемо взяти абсолютні значення обох сторін формули та замінити абсолютне значення коефіцієнта його верхньою межею біля a, отримуючи:
{\displaystyle |a-x_{n+1}|\leq K|a-x_{n}|^{3}},
що й треба було довести.
В підсумку,
{\displaystyle \Delta x_{i+1}={\frac {3(f'')^{2}-2f'f'''}{12(f')^{2}}}(\Delta x_{i})^{3}+O[\Delta x_{i}]^{4},\qquad \Delta x_{i}\triangleq x_{i}-a.} 